# ۱۵۶۱ (میلادی)
۱۵۶۱ (میلادی) هزار و پانصد و شصت و یکمین سال تقویم میلادی است.

## زادگان
- ۶ ژانویه – توماس فینک، ریاضی‌دان و فیزیک‌دان آلمانی (د. ۱۶۵۶)
- ۲۲ ژانویه – فرانسیس بیکن، سیاست‌مدار، قاضی، نویسنده، و فیلسوف بریتانیایی (د. ۱۶۲۶)
- ۱ فوریه – هنری بریگز، ریاضی‌دان بریتانیایی (د. ۱۶۳۰)